# Arthur Knoebel
Robert Arthur Knoebel (1934) é um matemático estadunidense.
Knoebel obteve um doutorado em 1965 na Universidade da Califórnia em Berkeley, orientado por Alfred Foster, com a tese Functionally complete algebras. Trabalhou depois na New Mexico State University.
Em 1982 recebeu o Prêmio Lester R. Ford e em 1984 o Prêmio Chauvenet, por exponenciais reiterados (American Mathematical Monthly, Volume 88, 1981, p. 253-252).

## Obras
- Sheaves of algebras over boolean spaces, Birkhäuser 2012
- com Reinhard Laubenbacher, David Pengelley, Jerry Lodder: Mathematical Masterpieces - further chronicles by the explorers, Springer Verlag 2007[3]
- The equational classes generated by single functionally precomplete algebras, American Mathematical Society 1985